# Northwest A&F university
Northwest A&F University, eller Northwest Agriculture and Forestry University, (kinesiska: 西北农林科技大学) är ett universitet i Kina.
Northwest A&F university ligger i Yangling Shaanxi, grundades 1934 och har drygt 30 000 studenter och över 4 000 anställda (2020).